# Duras, Lot-et-Garonne

Duras este o comună în departamentul Lot-et-Garonne din sud-vestul Franței. În 2009 avea o populație de 1.213 de locuitori.

## Evoluția populației
| An        | 1975  | 1982  | 1990  | 1999  | 2006  | 2009  |
| --------- | ----- | ----- | ----- | ----- | ----- | ----- |
| Populație | 1.245 | 1.244 | 1.200 | 1.214 | 1.182 | 1.213 |